# Super Ratones

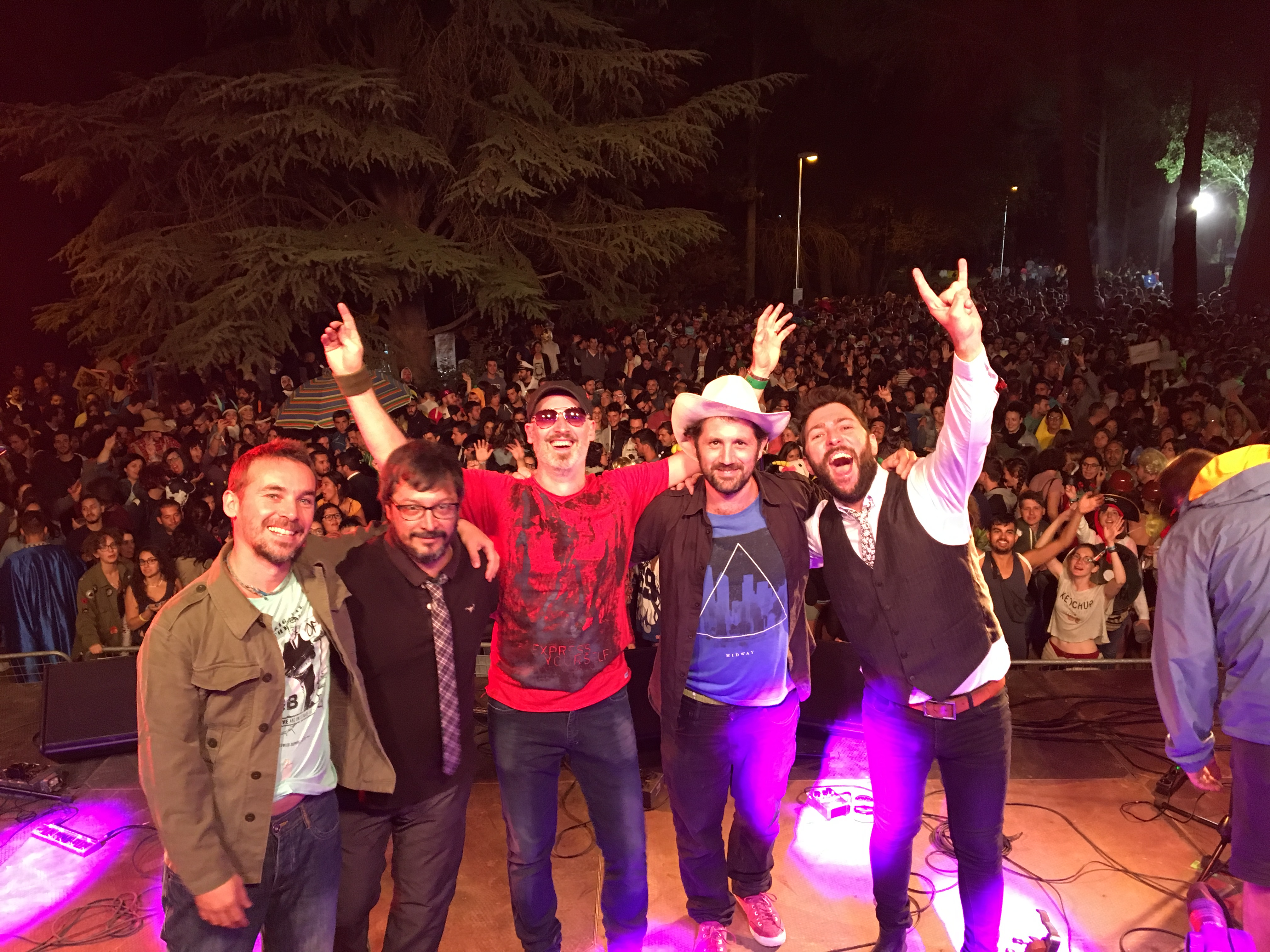
Super Ratones (2016)

Die Super Ratones, auch Los Súper Ratones, sind eine argentinische Rockband.

## Geschichte
Die Gruppe wurde 1985 von José Luis „Person“ Properzi (Schlagzeug, Gesang), Oscar Granieri (Gitarre, Gesang) und Fernando Blanco (Bass, Gesang) als Los Ratones in Mar del Plata gegründet. Ihre Vorbilder liegen dabei musikalisch bei Rockgruppen der 60er Jahre wie den Beach Boys, den Beatles und Rock-’n’-Roll-Musikern wie Elvis Presley und Jerry Lee Lewis. Nach dem Gewinn eines Talentwettbewerbs und dem Zuwachs von Mario Barassi (Gitarre) erschien 1990 ihr Debütalbum Rock de la Playa beim Label Barca Discos. Es erhielt eine Goldene und Platin-Schallplatte und die Band tourte danach verstärkt durch ganz Südamerika. Danach folgten die Alben Segundo tiempo, Aire para respirar, das in den Sun Studios in Memphis aufgenommen wurde, und Reciclable. Letzteres enthielt die Single Con cariño, yo, die in die Top 5 der argentinischen Charts einstieg. 1997 erhielt die Gruppe einen Vertrag bei der EMI. Das Album Autopistas y túneles wurde dann 1998 veröffentlicht und stieß erneut auf sehr positive Resonanz. 1999 trat die Band als Vorgruppe von Blur im Luna Park in Buenos Aires auf. Im Anschluss an die Veröffentlichung der LP Mancha registrada im Jahr 2000 folgten Tourneen durch Uruguay, Paraguay, Spanien und die USA. Die aus dem Album ausgekoppelte Single Decime que tehicieron erreichte erneut die Top 10 der argentinischen Charts. Zudem erhielt die Gruppe eine Nominierung für den Latin Grammy. Ab 2003 folgten dann weitere Konzerte in Nord- und Südamerika und in Europa. Im Rahmen der Fußball-Weltmeisterschaft 2006 spielten die Super Ratones dann auch Konzerte in Deutschland. 2008 erschien dann mit Super Ratones das neunte Studioalbum der Band.
Schlagzeuger und Gründungsmitglied José Luis „Person“ Properzi verstarb im November 2015 an Krebs. Trotzdem setzt die Gruppe ihre Aktivitäten fort.

## Diskografie

### Studioalben
- Rock de la Playa (1990)
- Segundo tiempo (1991)
- Aire para respirar (1993)
- Reciclable (1995)
- Zapping Club (1996)
- Autopistas y túneles (1998)
- Mancha registrada (2000)
- Urgente (2003)
- Super Ratones (2008)